# كلود ليز
كلود ليز (بالفرنسية: Claude Lise) هو سياسي فرنسي، ولد في 31 يناير 1941 في فور دو فرانس في فرنسا. حزبياً، نشط في Martinican Progressive Party ‏. وقد انتخب عضو مجلس الشيوخ الفرنسي وانتخب عضو مجلس جهوي وانتخب نائب فرنسي.